# Louis-Charles des Alrics du Rousset
Louis-Charles des Alrics du Rousset (né au Rousset vers 1662, mort le 6 septembre 1744) est un ecclésiastique qui fut évêque de Béziers de 1702 à 1744.

## Biographie
Né à Valréas dans le diocèse de Vaison-la-Romaine ou au Rousset , il est issu d'une famille originaire du Vivarais qui s'est implantée en Dauphiné au XVe siècle où elle a contracté des alliances avec les lignées nobles de la région. Il est le 4e fils d'Esprit-Joseph des Alrics, marquis du Rousset, et de Gasparde de Rostaing.
Licencié en théologie de la faculté de Paris en 1692, il obtient son doctorat six ans plus tard en 1698, l'année où il est ordonné prêtre. Doyen de la cathédrale Saint-Michel de Carcassonne dès janvier 1700, il en devient le vicaire général. Il doit sa rapide promotion au patronage de Louis-Joseph Adhémar de Monteil de Grignan, relation de sa famille. En 1701 il représente la province ecclésiastique de Narbonne. 
Toutefois, il n'obtient le siège épiscopal de Béziers dès 1702 que parce que Jean-Claude de La Poype de Vertrieu nommé en même temps le 14 avril au diocèse de Béziers et au diocèse de Poitiers choisit ce dernier. Il est confirmé le 25 septembre et consacré en décembre par l'évêque de Carcassonne. En 1709 il obtient l'autorisation de créer une foire annuelle. Il meurt à l'âge de 82 ans après un épiscopat de 41 ans et 9 mois en instituant l'hôpital Saint-Joseph son légataire universel sauf une somme de 6 000 livres destinée à la cathédrale Saint-Nazaire de Béziers où il se fait inhumer.